# 趙闊明
趙闊明（ちょう かつめい）は、中国の美術家。中国の民間工芸の「面塑（もち米の粉を練って作った人形の塑造）」の第一人者。「面人の趙」と呼ばれる。北京生まれ、満民族。

## 経歴
少年時代両親を亡くし、天津へ放浪する際に面塑の民間工芸に出逢い、習得・継承した。のち上海を拠点に面塑工芸を世間に広げた。趙闊明の面塑人形の特徴は色鮮やかな色彩と人物の豊かな表情にある。『三国志』、『水滸伝』の英雄たちや『紅楼夢』の美男美女、とりわけ天真爛漫な赤ちゃんの人形はいつの時代になっても人気作品である。晩年、上海の子供たちにもその技を伝えようとした。